# Tarenna longipedicellata
Tarenna longipedicellata är en måreväxtart som först beskrevs av José Gonçalves García, och fick sitt nu gällande namn av Diane Mary Bridson. Tarenna longipedicellata ingår i släktet Tarenna och familjen måreväxter. Inga underarter finns listade i Catalogue of Life.